# تاپاچولا
تاپاچولا (به اسپانیایی: Tapachula, Chiapas) از شهرهای کشور مکزیک است که در ایالت چیاپاس قرار دارد و جمعیت آن طبق سرشماری سال ۲۰۱۰ میلادی ۲۰۲٬۶۷۲ نفر بوده است.